# Oopsis griseocaudatus
Oopsis griseocaudatus là một loài bọ cánh cứng trong họ Cerambycidae.